# Greppet direkt (film)
Greppet direkt (engelska: The Fixer Uppers) är en amerikansk komedifilm med Helan och Halvan från 1935 regisserad av Charley Rogers.

## Handling
Helan och Halvan säljer julkort. Efter att med framgång ha sålt ett kort till en berusad man försöker de med en ledsen kvinna, men hon är inte intresserad. Det visar sig att hon känner sig nonchalerad av sin make. För att göra honom avundsjuk kysser hon både Helan och Halvan, något som inte uppskattas av den hetlevrade maken.

## Om filmen
När filmen hade Sverigepremiär i december 1936 gick den under titeln Greppet direkt. Alternativa titlar till filmen är Allt för kvinnan, Helan och Halvan i Vi klarar skivan (1947) och Helan och Halvan ordnar allt (1958).
Filmen är en remake av stumfilmerna Slipping Wives från 1927 där duon medverkar och Pie-Eyed från 1925 med bara Stan Laurel. Handlingen i denna film kom att återanvändas i The Three Stooges-filmen Boobs in Arms som utkom 1940.

## Rollista (i urval)
- Stan Laurel – Stan (Halvan)
- Oliver Hardy – Ollie (Helan)
- Arthur Housman – berusad man
- Mae Busch – Madame Gustave
- Charles B. Middleton – Pierre Gustave
- James C. Morton – polisen
- Jack Hill – polisen
- Noah Young – bartender
- Bobby Dunn – man som snyter sig[2]
- Ham Kinsey – stand-in för Stan Laurel
- Cy Slocum – stand-in för Oliver Hardy[5]